# Hartinkov
Hartinkov là một làng thuộc huyện Svitavy, vùng Pardubický, Cộng hòa Séc.